# Wojciech Skowroński
Wojciech Skowroński (Varsovie, 11 juillet 1941- Poznań, 17 janvier 2002) était un chanteur et pianiste polonais. 
Il commença sa carrière musicale dans les années 1950 et fut membre de Czerwono-Czarni, de Bardowie (polska grupa jazzu tradycyjnego), de Hubertusy, de Drumlersi, de Nowi Polanie et de Grupa ABC.